# Theristus ambrosinensis
Theristus ambrosinensis är en rundmaskart. Theristus ambrosinensis ingår i släktet Theristus, och familjen Monhysteridae. Arten är reproducerande i Sverige.